# Průhonická botanická zahrada
Průhonická botanická zahrada a genofondové sbírky na Chotobuzi jsou oddělení Botanického ústavu AV ČR, v.v.i. Zahrada je součástí prohlídkového okruhu Průhonického parku.

## Historie

### Pomologické arboretum
Po tuhé zimě 1939–40, kdy vymrzla velká část pomologických sbírek v Újezdě u Průhonic, bylo rozhodnuto, že pomologické arboretum bude založeno na pozemcích na Chotobuzi. Výzkumná stanice ovocnářská v Průhonicích se stala součástí Výzkumného ústavu zahradnického. S prvními výsadbami se započalo v roce 1941, kdy byly vysazeny srovnávací pokusy s jabloňovými, hrušňovými a slivoňovými podnožemi. Sortiment ovocných dřevin byl do Průhonic přemístěn v roce 1946.
Celkem bylo z původních Říhových sbírek přemístěno do Průhonic 576 odrůd, z toho 214 odrůd jabloní, 68 odrůd hrušní, 84 odrůd třešní a višní, 78 odrůd slivoní, 34 odrůd rybízů, 35 odrůd angreštů a 63 odrůd lísek.
Ovocnářské oddělení bylo rozhodnutím Československé akademie zemědělských věd zrušeno v roce 1956, jeho výsadby byly určeny k postupné likvidaci. Genofondový materiál byl z části přemístěn do nově vznikajícího ovocnářského výzkumného ústavu v Holovousích.
Část výsadeb však byla zachována a je součástí expozic botanické zahrady.

### Vznik botanické zahrady ČSAV
Zahrada byla založena 1. ledna 1963 dohodou mezi Československou akademií věd a Ministerstvem zemědělství delimitací části Výzkumného ústavu okrasného zahradnictví původně jako samostatná instituce. Spolu s pozemky přechází z Výzkumného ústavu okrasného zahradnictví do nové instituce i část pracovníků a vědeckých úkolů.
Zhruba ve stejné době zde z Geobotanické laboratoře vzniká i další instituce ČSAV (nynější AV ČR), a to Botanický ústav.
Hlavní součástí Botanické zahrady ČSAV byl Průhonický park a dále Zahrada na Chotobuzi, kde byly v následujících letech zakládány a rozvíjeny rozsáhlé sbírky rostlin.
Hlavním cílem nově vzniklé instituce byla správa a rozvoj Průhonického parku a založení sbírkových celků rostlin Park o rozloze 240 ha měl být rozvíjen v duchu tradic založených E. Silva-Taroucou.
Pro zakládání sbírek byla vyčleněna zahrada na Chotobuzi o rozloze 20 ha, kde byly dosud pěstovány převážně ovocné dřeviny.
1. září 1967 abdikoval dosavadní ředitel Botanické zahrady prof. Pravdomil Svoboda na svou funkci. 1. ledna 1968 byla nová instituce, Botanická zahrada ČSAV včleněna do Botanického ústavu ČSAV jako samostatný útvar, přičemž z vědeckých pracovníků zahrady bylo vytvořeno vědecké oddělení perspektivních rostlin.
Zahradu jako celek (Průhonický park i sbírkové zahrady jako oddělení ústavu) nadále řídili doc. Jaroslav Hofman, Ing. Jaroslav Dobrý, Ing. Milena Roudná, Ing. Věroslav Samek a Mgr. Milan Blažek.
Hned v začátcích Botanické zahrady ČSAV sem byly přeneseny a dále rozvíjeny sbírky planých růží (zakladatel Dr. Ivan Klášterský), kulturních růží (prof. Pravdomil Svoboda), a kosatců (Mgr. Milan Blažek). V dalších letech pak byly založeny sbírky denivek a leknínů, (Mgr. Milan Blažek), pivoněk (Doc. J. Hofman, Ing. U. Blažková), pěnišníků (Ing. A. Dostálková, Ing. U. Blažková). Stávající sbírku hrušní zde do začátku 80. let ještě rozvíjel Dr. J. Dostálek. V jižní části zahrady byla založena matečnice dřevin (Miroslav Kučera). Přechodně byla vytvářena a pěstována sbírka bobovitých rostlin (Ing. V. Vašák – sbírka byla zrušena), chryzantém (K. Cinke – sbírka byla zrušena) a léčivých rostlin (sbírka byla zrušena), sbírka jeřábů (Ing. Uiberlayová - z části převzal VUKOZ), a ve sklenících sbírka hvězdníků (Mgr. M. Blažek – sbírku převzala Botanická zahrada hl. m. Prahy).
V roce 2003 byla zahrada organizačně přičleněna pod nově vzniklé oddělení Správy průhonického parku a genofondových sbírek.  
V roce 2006 se kolekce kosatců stala součástí Národního programu konzervace a využívání genetických zdrojů rostlin a agrobiodiversity. V roce 2015 byly do programu zařazeny i sbírky pivoněk a denivek. Genetické zdroje jsou evidovány v Informačním systému evidence genetických zdrojů rostlin EVIGEZ.
Do roku 2010 vedla zahradu Uljana Blažková, od roku 2010 ji vede Pavel Sekerka.

### Expozice pro návštěvníky
Sbírková část botanické zahrady byla přístupná pro veřejnost výjimečně během víkendových akcí. V roce 1994 však získal Mgr. Milan Blažek, který v té době zahradu vedl, grant Ministerstva životního prostředí na založení Expoziční zahrady. Zahrada byla vybudována podle architektonické studie prof. Ing. Ivara Otruby. Veřejnosti přístupná zahrada má rozlohu 3,5 ha. Do tohoto prostoru jsou postupně přenášeny sbírky jednotlivých rodů, někdy v úplném složení, a v případě rozsáhlejších sbírek jen v reprezentativním výběru. Celé genofondové sbírky jsou pak umístěny v pěstitelské části zahrady.
Díky podpoře SFŽP a Revolvingového fondu MŽP dochází od roku 2010 k revitalizaci extenzivně využívaných pozemků bývalých matečnic Průhonického parku, sbírky botanických odrůd růží a pomologického arboreta. Tím se zvětšuje plocha veřejnosti přístupné části zahrady na přibližně 10 ha.

## Současnost botanické zahrady

### Sbírky
Zahrada se specializuje pouze na několik rodů kulturních rostlin, unikátní je však komplexnost jejich sbírek. Jejich hlavním cílem je záchova kulturního a přírodního dědictví a dokumentace přirozené variability, starých historických odrůd a vývoje šlechtění vybraných rodů. Zvláštní pozornost věnujeme důležitým vývojovým stupňům kulturních forem ze všech fází jejich historie. Sbírka kosatců a růží je co do počtu pěstovaných druhů a odrůd největší v ČR, sbírka kosatců patří k nejvýznamnějším ve světě. Sbírky jsou evidovány v databázi Unie botanických zahrad Florius a ve fotogalerii ibotky.
Zahrada je akreditovaným arboretem III. stupně v síti ArbNet a získala akreditace BGCI - Botanic Garden Accreditation a Conservation Practitioner Accreditation. Je zakládajícím členem Unie botanických zahrad ČR.

#### Přehled sbírek
- kosatce (Iris)[2]
- denivky (Hemerocallis)[3]
- pivoňky (Paeonia)[4]
- pěnišníky (Rhododendron)[5]
- kulturní odrůdy růží (Rosa)[6]
- sněženky (Galanthus)

Kromě genofondových sbírek je v zahradě i řada sbírek doplňkových, které zvyšují pestrost výsadeb a jsou atraktivní pro návštěvníky. Jedná se o dendrologické sbírky bývalých matečnic Průhonického parku a dřevin pocházejících z expedic Botanické zahrady HLMP, cibuloviny, hajničky a stínomilné trvalky (bohyška - hosta, škornice) a vodní a bahenní rostliny. 
Kosatce, pivoňky, denivky a sněženky jsou součástí sítě Národních sbírek Unie botanických zahrad ČR.
Vybrané, především české odrůdy kosatců, denivek a pivoněk, jsou součástí Národního programu genetických zdrojů rostlin a agrobiodiverzity.

### Expozice
Hlavní a nejstarší expoziční zahradou je rozárium a iridárium s expozičními záhony a výsadbami řazenými podle jednotlivých zahradnických skupin. Rostliny jsou na záhonech vysázeny chronologicky podle období jejich vyšlechtění, na začátku každého záhonu jsou původní botanické druhy.
Vně oploceného rozária je možné navštívit extenzivněji upravené Arboretum, které se postupně rozšiřují o nové expozice. 

#### Expoziční celky extenzivní části zahrady
- Pomologické arboretum - pozůstatky původní sbírky ovocných dřevin, o které se stará pražská pobočka ČSOP a EC Meluzína. Výsadby jsou postupně doplňovány o krajové, historické odrůdy a odrůdy vyšlechtěné v Ústavu experimentální botaniky ČSAV. Extenzivně sekané louky arboreta jsou významným útočištěm pro mnohé druhy hmyzu.
- Ochranářské skalky - ve spolupráci s AOPK se zahrada též věnuje ex situ konzervaci kriticky ohrožených domácích druhů rostlin. Pro jejich kultivaci vznikly vápencová skalka (pro včelník rakouský), hadcová skalka (kuřička Smejkalova), pískovcová skalka (koniklec otevřený) a připravuje se expozice písčiny.
- Šípkový sad - extenzivně udržované pozůstatky klášterského rozária.
- Arboreta - pozůstatky původních matečnic Průhonického parku jsou doplňovány o nové expoziční záhony pivoněk, růží (stolístky, mechovky a půdopokryvné růže), lilií, sněženek a dalších drobných cibulovin.

### Návštěvnický režim
Zahrada je přístupná z Průhonického parku nebo samostatným vchodem od začátku cyklostezky v ulici Dobřejovická. Otevírací doba je od dubna do konce září denně mimo pondělí od 9.00 do 17.00. Vstup je s platnou vstupenkou do Průhonického parku.

### Akce
Zahrada pořádá pravidelná kurátorská provázení po sbírkách v době jejich květu. 
K tradičním akcím patří Japonský den, který připravuje společně s Česko-japonskou společností a Pomologický den připravovaný s ČSOP a EC Meluzína.
V zahradě se též pořádají umělecké výstavy, workshopy a další akce.

## Členství v organizacích
- Unie botanických zahrad ČR
- Botanic Gardens Conservation International – BGCI
- Středoevropská kosatcová společnost - MEIS Archivováno 19. 6. 2015 na Wayback Machine.